# Gerrit Braks
Gerardus Johannes Maria (Gerrit) Braks (ur. 23 maja 1933 w Odiliapeel, zm. 12 lipca 2017 w ’s-Hertogenbosch) – holenderski polityk i agronom, parlamentarzysta i minister, w latach 2001–2003 przewodniczący Eerste Kamer.

## Życiorys
W latach 1958–1965 studiował nauki rolnicze w Landbouwhogeschool te Wageningen. Zajmował się prowadzeniem gospodarstwa rolnego, pracował także w doradztwie rolnym. W latach 1965–1966 był referentem do spraw międzynarodowej współpracy gospodarczej w resorcie rolnictwa i rybołówstwa, następnie do 1967 zastępcą attaché do spraw rolnych w stałym przedstawicielstwie Holandii przy EWG. W latach 1967–1969 był sekretarzem organizacji rolniczej w Brabancji Północnej, po czym powrócił do pracy w przedstawicielstwie przy EWG w Brukseli (do 1977).
Prowadził także aktywną działalność polityczną w ramach Katolickiej Partii Ludowej i Apelu Chrześcijańsko-Demokratycznego. Między 1977 a 1989 czasowo zasiadał w Tweede Kamer. Od marca 1980 do września 1981 sprawował urząd ministra rolnictwa i rybołówstwa w rządzie Driesa van Agta. Od listopada 1982 do września 1990 pełnił tożsamą funkcję u Ruuda Lubbersa (od listopada 1989 jako minister rolnictwa, zarządzania zasobami naturalnymi i rybołówstwa). Od września do listopada 1989 dodatkowo kierował resortem edukacji i nauki.
W latach 1991–1996 stał na czele nadawcy publicznego Katholieke Radio Omroep. W latach 1991–2003 wchodził w skład Eerste Kamer. W latach 1999–2001 przewodniczył frakcji senackiej chadeków, a od 2001 do 2003 izbie wyższej holenderskich Stanów Generalnych. W latach 2007–2008 wykonywał obowiązki burmistrza Eindhoven.

## Odznaczenia
- Kawaler Orderu Lwa Niderlandzkiego (1981)
- Komandor Orderu Lwa Niderlandzkiego (1990)
- Kawaler Orderu Oranje-Nassau (2003)[1]
- Wielki Oficer Legii Honorowej (1984, Francja)
- Krzyż Wielki Orderu Leopolda II (1992, Belgia)
- Krzyż Oficerski Orderu Izabeli Katolickiej (2003, Hiszpania)